# Arrigo Lorenzi
Arrigo Lorenzi (Udine, 16 settembre 1874 – Padova, 2 aprile 1948) è stato un geografo italiano.

## Biografia
Laureatosi all'Università di Padova nel 1897, fu docente a Bologna dal 1912 al 1915, e allo scoppio della prima guerra mondiale fu volontario nella seconda armata, dove rimase in servizio in zona operazioni fino al 1917. 
Insegnò poi fino al 1948 all'Università di Padova materie geografiche; le sue ricerche in campo naturalistico e antropologico riguardarono soprattutto la limnologia, l'idrografia e la glaciologia. Nel 1925 firmò il manifesto degli intellettuali antifascisti di Benedetto Croce.
Nel 1943 seguì la tesi di laurea della giovane Norma Cossetto prima che fosse uccisa.
Nell'anno accademico 1944-1945 accettò la presidenza della Facoltà di lettere. Morì a Padova nel 1948. Poco tempo prima aveva protestato contro i nuovi confini nazionali, da lui considerati "iniqui".

## Opere
- L'uomo e le foreste, 1918
- La regione sorgentifera del fiume Piave, 1936
- Il Friuli come regione naturale e storica, 1938
- L'Europa Centrale, 1939
- Introduzione alla geografia, 1943
- I principali tipi antropogeografici della pianura padana, 1944
- Natura ed uomo nelle due Americhe, 1947